# 370

## Догађаји
- Основан Хунски каганат

- Германске инвазије: Разна германска племена су пресељена на северне границе Римског царства док беже од Хуна који су их напали.
- Закон Валентинијана I и Валенса забрањује бракове између Римљана и варвара под казном смрти.
- Едикт који су издали Валентинијан I и Валенс забрањује увоз вина и маслиновог уља из подручја под контролом варвара.
- Хуни мигрирају западно са Волге у Европу и покоравају Алане и Остроготе. Њиховим доласком уводи се традиција композитних лукова.
- Атанарих, готски вођа, напредује ка истоку и заузима одбрамбени положај дуж обала Дњестра (Румунија).
- Бивши Ћин осваја бивши Јан у Кини.
- Свети Василије Велики постаје епископ Цезареје (Кападокија).
- Демофил Цариградски постаје патријарх Цариградски, иако Евагрије Цариградски оспорава његов избор.
- Свети Никита Ремезијански постаје епископ града Ремезијане.
- Јован Златоусти се крштава.

## Рођења
- Аларих I (или Аларик), краљ Визигота (умро 410)[2]
- Брисије Турски, епископ града Тура (умро 444)
- Клаудијан, римски песник и писац (умро 404)
- Децимус Рустик, римски преторијански префект
- Хипатија, грчка филозофкиња (умро 415)

## Смрти
- Сара Мисирска
- Евдоксије Антиохиски
- Валентинијан Галат